# En bygdesaga
En bygdesaga (vertaling: streeksage)  is een compositie van Hugo Alfvén uit 1945. Alfvén schreef maar muziek bij drie films. Synnöve Solbakken was de eerste, de laatste was  Singvalla. En bygdesaga is een zesdelige suite onttrokken aan de muziek voor de film Mans kvinna uit 1944. De film was van Vilhelm Moberg op basis van zijn eigen roman uit 1933 en ging 5 februari 1945 in première.
De suite bestaat uit de volgende delen:
- Introduktion (allegro agitato)
- Drömmeri (dagdromerij) (andante sostenuto – allegretto – meno mosso – andantino)
- Brottslig Kärlek – Ångst (misdadige liefde – vrees) (moderato – allegro – adagio – andante)
- Svartsjuka – Pastoral (Jaloezie en pastorale) (allgedro agitato – andante – piu vivo – andante
- Sorgetåget (begrafenis) (andante con moto)
- Vargaskall (geblaf van wolven)

Alfvén schreef het voor:
- 3 dwarsfluiten (III ook piccolo), 3 hobo’s (III ook althobo), 2 klarinetten, 2 fagotten
- 2 hoorns, 2 trompetten, 1 trombones, 1 tuba
- pauken,  1 man/vrouw percussie
- violen, altviolen, celli, contrabassen

## Discografie
- Uitgave Sterling: Symfoniekorkest van Helsingborg o.l.v. Hans-Peter Frank
- Uitgave Naxos: Symfonieorkest van Norrköping o.l.v. Niklas Willén